# Озерновская (река)
Озерновская — река на полуострове Камчатка в России. Длина реки — 14 км. Впадает в реку Кирганик справа на расстоянии 97,6 км от устья.
По данным государственного водного реестра России относится к Анадыро-Колымскому бассейновому округу.
Код водного объекта — 19070000112120000013482.